# 2023년 핑위안 지진
2023년 핑위안 지진은 2023년 8월 6일 오전 2시 33분(중국 표준시 기준) 중화인민공화국 산둥성 더저우시 핑위안현에서 발생한 규모 Mw5.4, 진원 깊이 10 km의 지진이다. 지진의 진앙은 산둥성 더저우시 핑위안현 왕다과진 왕다과촌 근방에서 발생했다. 이 지진은 더저우시 지역에서 기록된 가장 큰 규모의 지진이다. 지진은 베이징에서 칭다오까지 중국 본토 동부 전역에서 감지되었다. 지진 발생 이전 10년간 산둥성에서는 규모 M3 이상의 지진이 총 44회 발생했는데 이 중 규모 M3.0-3.9가 36차례, 규모 M4.0-4.9가 7차례, 규모 M5.0-5.9가 1차례 발생했고 규모 M6 이상은 한번도 발생하지 않아 이번 표면파 규모 M5.5의 지진이 가장 큰 지진이다.

## 지질적 배경
더저우시에서 발생한 지진은 탄루단층대 서쪽 가장자리가 진앙이며 이곳에서는 활동성이 알려지지 않은 여러 단층이 존재할 것으로 추정되나 큰 진도와 규모의 지진을 일으킬 단층은 존재하지 않다고 추정하고 있다. 상대적으로 활동이 약한 단층은 일부 존재하지만 지진 발생 위험성이 명확하지 않아 추가 활단층 탐지와 식별이 필요한 상태이다. 일반적으로 지진위험도는 지진대 위에서 높고 다른 곳에서는 적다. 중국 화베이 지역 전체, 특히 화북평야 지역이 지진활성기에 접어들었는지는 판단할 수 없다.
관련 정보에 따르면 탄루단층대에서는 남북 방향의 단층대에서 여러 지진이 발생했다. 탄루단층대는 후베이성 우쉐시서부터 북쪽으로 안후이성, 장쑤성, 산둥성을 거쳐 발해만을 지나 중국 둥베이 지역을 지나 러시아까지 약 2,400 km 길이로 이어져 있다. 연구에 따르면 탄루단층대는 우수향 주향이동성을 가진 거대한 스러스트 단층의 특징을 가지고 있다. 큰 응력을 받고 있기 때문에 전단응력도 크고 지진 에너지도 크게 축적되기 쉬워 종종 파괴적인 위력의 지진으로 방출된다. 이런 거대지진의 발생 주기는 최대 수천년까지 매우 긴 편이다.

## 지진
중국지진사망은 8월 6일 오전 2시 33분경 중국 산둥성 더저우시 핑위안현 인근 깊이 10 km 지점에서 표면파 규모 M5.5의 지진이 발생했다고 발표했다.
아래는 규모 M3.0 이상의 본진과 여진 목록이다.
| 시각     | 진앙              | 규모 | 진원 깊이 |
| -------- | ----------------- | ---- | --------- |
| 2시 33분 | 더저우시 핑위안현 | 5.5  | 10 km     |
| 3시 2분  | 더저우시 핑위안현 | 3.0  | 9 km      |

산둥성 위급지휘센터에 따르면 8월 6일 오후 5시까지 더저우시 핑위안현에서 총 52차례의 여진이 발생했다고 발표했다. 분석과 연구 결과 진원지에서 본진보다 더 큰 지진의 발생 가능성은 낮을 것으로 보고되었다.
중국지진사망에 따르면 8월 6일 오전 8시까지 규모 M3 이상의 여진이 1번, 규모 M2.0-2.9의 여진이 4번, 규모 M1.0-1.9의 여진이 35번, 규모 M1.0 이하의 여진이 19번 발생했다.

## 피해
지진은 진앙에서 약 800 km 떨어진 베이징과 칭다오, 상하이에 이르는 중국 대륙 동부 전역에서 감지되었다. 청더시, 친황다오시을 제외한 베이징, 톈진, 상하이와 허베이성 전역에서 지진의 진동이 느껴졌으며 헝수이시와 창저우시에서도 눈에 보일 정도의 진동이 감지되었다. 베이징지진사망이 기록한 결과에 따르면 베이징 전역에서 감지된 지진의 흔들림은 중국 진도 계급 기준 퉁저우구에서 최대 III였으며 도시 전역에서 감지될 정도의 유감지진이었으나 베이징에서의 피해는 없었다.
8월 6일 오후 7시 50분 기준 핑위안현 제1인민병원에 지진 관련 부상자로 총 24명(더저우시 23명, 랴오청시 1명)이 입원했는데 부상자 대부분은 쓸림, 찰과상, 두부외상 등으로 중상자는 없었다.
8월 6일 오후 4시까지 더저우시에서 165채, 랴오청시에서 48채 등 총 213채의 가옥과 담벼락 파손이 집계되었다. 지진으로 수도, 전기 등과 같은 인프라 피해는 없었다.

## 같이 보기
- 2023년 지진